# Herb gminy Grudusk
Herb gminy Grudusk – symbol gminy Grudusk.

## Wygląd i symbolika
Herb przedstawia na tarczy dzielonej w słup w polu lewym zielonym dwa złote kłosy zboża (symbolizujące rolnictwo gminy), w polu prawym na czerwonym tle pół białego orła ze złotą koroną i dziobem zwróconego w prawo (nawiązanie do godła Polski), natomiast ponad tarczą na białym polu umieszczono złoty napis „GRUDUSK”.